# 役員 (会社)
役員（やくいん）とは、会社の業務執行や監督を行う幹部職員のことをいう。いわゆる経営者・上位管理職。

## 日本の会社の役員
| 雇用形態                           | 万人  |
| ---------------------------------- | ----- |
| 役員                               | 335   |
| 期間の定めのない労働契約           | 3,728 |
| 1年以上の有期契約                  | 451   |
| 1か月～1年未満の有期契約（臨時雇） | 763   |
| 1か月未満の有期契約（日雇い）      | 15    |
| 期間がわからない                   | 239   |

- 以下、条名のみ記す場合、会社法（平成17年7月26日法第86号）の条文を指す。

### 法律上の定義
日本の会社法における「役員」は、取締役・会計参与・監査役を指す（329条）。
会社法施行規則では、役員に加えて、執行役・理事・監事などを含めている。一般的には、それよりも広く執行役員までを含めて解釈されることが多いが、これらは会社法の役員ではない。
なお、会社法で「役員等」という場合は、取締役・会計参与・監査役に加えて、執行役・会計監査人を含む（423条）。またこれらの役員等は会社法において会社の機関であることに留意されたい。
また役員は、経営者であり従業員ではない。従って従業員から役員に昇格する際には、一旦、会社を退職する。退職金のある会社では、退職金を受け取ることになる。即ち、従業員としての身分は一切失われる。例えば、会長や副社長、専務や常務、執行役や執行役員であっても、これらの役職にあっても、「取締役」「会計参与」「監査役」でなければ、それは役員ではない。
日本の独占禁止法における役員とは、理事、取締役、執行役、業務を執行する社員、監事若しくは監査役若しくはこれらに準ずる者、支配人又は本店若しくは支店の事業の主任者をいう（独占禁止法第2条第3項）。
企業結合審査に関する独占禁止法の運用指針では、独占禁止法の「本店若しくは支店の事業の主任者」とは、会社法で支配人と同じ権限を有するとみなされる会社の使用人（例えば、本店総支配人、支店長、営業本部長）等をいう。また、「これらに準ずる者」とは、取締役、監査役等に当たらないが、相談役、顧問、参与等の名称で、事実上役員会に出席するなど会社の経営に実際に参画している者をいう。なお、部長、課長、係長、主任等の名称のみを有する者は、従業員であって役員では無い。

### 法律上の社員との関係
役員は、会社の実質的所有者である社員（株主）とは必ずしも一致しない。法律上の「社員」とは、株主を指し従業員を指さない。会社法では、株式会社の所有者である株主と、会社の経営者が異なる事を原則としており、これを「所有と経営の分離」という。これは、広く資本を集めるために、株主には出資額での有限責任のみを求め、経営は経営能力のある人に委任できるようにするためである。この意味からは、役員とは取締役・会計参与・監査役の3つのみを指す。
特に株式が自由に譲渡できる公開会社である株式会社においては、取締役の資格を定款で株主に限定することができない（331条2項）。ただし、株式が自由に譲渡できない非公開会社の場合や、公開会社であっても所有者と経営者が結果的に一致することまで妨げるものではなく、現状としてほとんどの株式会社では所有者と経営者が同一の場合が大多数である。

### 会社との法律関係
会社との契約関係は、従業員が会社とは雇用契約を締結するのに対して、役員は会社とは委任・準委任契約としての性質を持つ任用契約を締結する。
役員は、一般的には、労働基準法上の労働者には該当しない。同法第9条の「使用される」とは、会社や上司の指揮監督の下での労働のことをいうのに対して、以下に挙げるように、役員の業務は、いずれも上司の指揮監督の下の労働にはあたらないためである。
- 取締役は、業務を執行する（会社法第348条、第363条）
- 取締役会設置会社の取締役は、取締役会の構成員として取締役の職務の執行を監督する（会社法第362条）
- 監査役は、取締役の職務の執行を監査する（会社法第381条）

そのため、役員は、労災保険の適用を受けず、雇用保険の被保険者ともならない。
ただし、取締役であっても、業務執行権や代表権を持たない者が、工場長、部長等の地位を兼ねて、（社長等の）指揮命令の下に労働に従事し、労働の対価として賃金の支払を受ける場合、その限りにおいては、労働基準法上の労働者となる（昭23.3.17基発第461号）。このような場合、工場長、部長等の地位においては、労災保険の適用を受ける。
また、使用者たる地位における賃金の額が役員たる地位における報酬の額を上回り、就業規則等の適用が一般の労働者と同様に適用されている者については、雇用保険の被保険者となる。

### 法律にない役職との関係
会社法では、役員は取締役、監査役、会計参与の3つに限られる。良く誤解される執行役は、役員等として規定され役員とは区別される。
一方で、一般に使われる社長、専務及び常務などの役職は法律上規定されているものではなく、法律上は定義がない（#会社法に規定のない内部的職制を参照）。しかし、社長・専務等の呼び方は、世間一般的に常勤役員であることを指すものである。社長と呼称する者は代表権があるものと推定させたり（表見代理）、専務や常務等の呼び方は序列を意識させたりするものであるため、代表権の無いものを社長と称したり、専務と常務の序列を入れ替えて称したりすることは、会社の統制上は避けるべき行為といえる。なお、中小企業において、会長とは、一線を退いた創業者や前社長を指す場合が多く、代表権が無い場合があるため注意すべきである。
「#会社法に規定のない内部的職制」節も参照。
なお、会社法に規定のある役員・役員等の名称と会社法に規定のない内部的職制の名称を並べて役職を表現することがある。例えば代表取締役であって社長である者は「代表取締役社長」などと表現される。
- 役員に関する規定
  - 選任及び解任の株主総会の決議（341条） - 役員選任のための決議
  - 役員等の第三者に対する損害賠償責任(429条)

### 会社法に規定のある役員・役員等
大前提として、旧商法が大陸法を基本として成立し、改正商法・会社法が英米法概念に相当接近した事により役員の範囲・責任が大幅に変化している。

#### 取締役
会社の組織をどのようにするかで権限が異なるため、会社法における取締役の一義的な定義は困難である。
会社法の原則形態である取締役会非設置会社においては、取締役とは会社において内部的な業務執行を行うとともに、対外的に会社を代表する必要的常設機関である（348条・349条）。この場合、取締役は1人以上でよい。
これに対して、取締役会設置会社においては、取締役は取締役会の構成員である。この場合、取締役は3人以上でなければならない（331条4項）。
会社法の規定によるものではないが、社長や専務などの内部的職制を有する取締役を役付取締役、そうではない取締役を平取締役と呼ぶことがある。

#### 代表取締役
代表取締役は、取締役会設置会社と任意に代表取締役設置を決めた取締役会非設置会社において、内部的な業務執行を行うとともに、対外的に会社を代表する機関である（349条・363条）。
取締役会設置会社においては、設置が義務づけられている必要的常設機関である。一方、取締役会非設置会社においては、原則として各取締役が会社の代表権を有している（会社法349条1項・2項）ため、代表取締役は定款に定めることで任意に設置できる（会社法349条3項）。また、委員会設置会社においては、取締役には業務執行権がなく（415条）、代表権は代表執行役が有するため、代表取締役は設置できない。
代表取締役の人数については、1人と誤解されていることがあるが、法律上は人数に制限が無く、2人以上を選定した場合は各代表取締役が会社を代表する。

#### 社外取締役
社外取締役とは、株式会社の取締役であって、当該株式会社又は子会社の業務執行取締役・執行役・支配人その他の使用人ではなく、かつ、過去に当該株式会社又は子会社の業務執行取締役・執行役・支配人その他の使用人となったことがない者のことである（会社法2条15号）。
社外の者が取締役会の構成員になることで、会社の業務執行の適正さを保持させる趣旨である。しかし、この定義に当たれば社外取締役なので、業務執行をしていなければ就任から何年経っても社外取締役であるし、親会社の役員も子会社の社外取締役になりうる。
委員会設置会社においては、社外取締役が必ずいなければならず、各委員会の過半数が社外取締役でなければならない（400条3項）。

#### 執行役
会社法では役員等（「等」が付く）であり、「取締役」でない者は会社法の役員ではない。執行役は、委員会設置会社の業務執行をおこなう機関である（418条）。執行役員とは異なる。
委員会設置会社においては、業務の意思決定と執行が分離される。前者は取締役会が、後者は執行役が担当する。この場合、取締役には業務の執行権限はないが、取締役と執行役を兼任することは可能である。

#### 代表執行役
執行役の一種であり、会社法では役員等（「等」が付く）であり、「取締役」でない者は会社法の役員ではない。代表執行役は、委員会設置会社において会社を代表する権限を有する執行役である（420条）。取締役会の構成員ではない点を除いて、委員会設置会社以外の取締役会設置会社における代表取締役に相当する。1人の場合もあるが、1人とは限らない。

#### 監査役
監査役は、取締役の業務執行を監査する会社の機関である（381条）。委員会設置会社を除く取締役会設置会社と、取締役会非設置会社のうち会計監査人設置会社には設置が義務づけられる（327条）。監査役を設置している会社のうち、監査役に業務監査権を認めている会社を監査役設置会社という（会計監査しかできない監査役が設置されていても、会社法上は監査役設置会社ではない）。また、監査役で構成される監査役会を設置することもできる。監査役会設置会社では、監査役は3人以上で、その半数以上は社外監査役でなければならない（335条3項）。

#### 社外監査役
社外監査役とは、株式会社の監査役であって、当該株式会社又は子会社の取締役・会計参与・支配人その他の使用人となったことがない者のことである（2条16号）。監査役会設置会社で義務付けられている。

#### 会計参与
会計参与は、取締役または執行役と共同して、計算書類等を作成する会社の任意的機関である（374条）。公認会計士、監査法人、税理士、税理士法人でなければ会計参与にはなれない（333条1項）。会社法においてはじめて設けられた新しい制度である。

### 会社法に規定のない内部的職制
法律に規定のない名称は会社が自由に付けられるので、必ずしも一義的な定義があるわけではない。会社によって使われ方がまちまちである。以下では、比較的多い使われ方の説明をする。下記の役職のほか、最近は欧米企業で用いられているチーフ・オフィサー（最高責任者）の名称を使用している企業も多く見られる。

#### 会長
この役職や呼称であっても、「監査役」「取締役」でない者は、会社法の役員ではない。会長とは、日本の会社においては一般に社長より上位の役職であり、社長を退いた前社長が就く肩書として用いられる。また、複数の企業を傘下に置くグループ全体の長であることを示すために会長を使用する例も多い。この場合、グループ各社の持株会社であるホールディングス企業の代表取締役を兼任することもある。

会長が会社全体の戦略を指揮し（CEO）、社長が日常の業務執行を指揮する（COO）といった分担をすることもあり、その場合は会長が事実上の最高責任者である。
ただし、「会長」という役職について会社法では特段定義付けされておらず、その地位の上下、権限や責任の軽重などは個々の会社の任意である。これは、以下に記載する専務・常務、執行役員など会社法に定義が明記されない全ての肩書に当てはまる。取締役を兼任すること、またはしないこと、代表取締役であること、そうでないことも、いずれもまた任意である。（前述のCEO/COOも、会長/社長でなく社長/副社長であっても良い）
相談役的な位置付けであることもあれば、いわゆる「院政」を敷くために便宜上用いられることもある。かたや、実質的な権限は取り上げた上で会長という肩書をもって形式上祭り上げておく名誉職の場合もあり、その位置付けは個々の会社によって様々である。

大企業の場合は、たとえ第一線から退いた場合であっても大きな影響力を持ち敬意をもって遇されることも少なくないが、一方で街の中小企業でも用いられることの多い肩書である。（オーナー企業における引退した前社長等）
なお、「会長」が取締役会の会長である旨の記述も散見されるが、これは誤りである。取締役会には「議長」を設ける事は出来ても「会長」は存在しない。取締役会の決議はあくまでも出席取締役の過半数（もしくは定款で定めた割合）で決まるものであり、議決権という意味では各取締役は同列であり法的に地位の優越はない。
トヨタ自動車のように、会社によっては会長の下に「副会長」というポストが置かれ、副会長も代表取締役であるケースもある。

#### 議長
取締役会の議長は社長あるいは会長が行うことが一般的だが、コニカミノルタのように社長・会長とは別に「取締役会議長」を置いて監督と執行の分離を図ったり、日立製作所や東芝などのように、社外取締役を「取締役会議長」として取締役会の議事進行権を与え、取締役会の改革を図っているケースもある。

#### 社長
この役職や呼称であっても、「取締役」でない者は、会社法の役員ではない。社長は、文字通り、会社の長である。銀行では、頭取と呼ぶところが多い。
社長は、通常は代表権を有する取締役（代表取締役）または執行役（代表執行役）である。ただし、あくまで会社内部の名称であるから、取締役（代表取締役）や執行役（代表執行役）である必要は法律上はない。また、取締役や執行役であっても代表権がある（代表取締役、代表執行役）とは限らない。ただし、代表権がなくても表見代表取締役（354条）、または表見代表執行役（421条）として、取引相手から会社の責任が問われる場合がある。
なお、取締役会設置会社の業務執行を取締役でも執行役でもない社長に委任する場合、会社の重要な使用人（第362条）として、取締役会が社長の選任及び解任を行う。ただし、委員会設置会社の取締役会は、その決議によって、選任及び解任を執行役に委任することができる（第416条）。
取締役でも執行役でもない社長に、ライブドア社の平松庚三執行役員社長（当時）の例がある。これは、ライブドア事件に関与したとして主だった取締役が退任した結果、社長たる人材が取締役から居なくなってしまったため、2006年1月24日に執行役員のまま社長に就任したことによる。あくまでも暫定的な措置であり、同年6月14日の株主総会で取締役に選任されている。
また、社内に社長等、会社の長を名乗る人がいない状態である社長なしの会社であっても問題はないが、事実上のリーダーを制定するために、代表取締役または他の役員等から社長を選任するのが一般である。

#### 副社長
この役職や呼称であっても、「取締役」でない者は、会社法の役員ではない。社長に準じる地位。1人とは限らず、大規模な企業では2人以上を置く場合もある一方、小規模な企業では置かないことが多い。
副社長は、通常は取締役（代表取締役）や執行役（代表執行役）である。ただし、あくまで会社内部の名称であるから、取締役（代表取締役）や執行役（代表執行役）である必要は法律上はない。また、取締役や執行役であっても代表権がある（代表取締役、代表執行役）とは限らない。ただし、代表権がなくても表見代表取締役（354条）、または表見代表執行役（421条）として、取引相手から会社の責任が問われる場合がある。
なお、取締役会設置会社の業務執行を取締役でも執行役でもない副社長に委任する場合、会社の重要な使用人（第362条）として、取締役会が副社長の選任及び解任を行う。ただし、委員会設置会社の取締役会は、その決議によって、選任及び解任を執行役に委任することができる。（第416条）
なお、アメリカ流のバイス・プレジデントは、直訳すると副社長であるが、日本語の副社長よりもかなり低い地位の場合が多い。

#### 専務、常務、執行役、執行役員
これらの役職や呼称があっても、「取締役」でない者は、会社法の役員ではない。会社の業務全般の管理を担当し、社長を補佐する役員。代表権がある（代表取締役、代表執行役）とは限らない。なお、会社法の施行前の旧商法では代表権がなくても表見代表取締役（旧商法262条）として、取引相手から会社の責任が問われる場合もあったが、会社法では明文から「専務」の文言は外されたため（354条）、代表権のない取締役に専務取締役の名称を付したとしても会社の責任は問われなくなったと言える。
なお、取締役会設置会社の業務執行を取締役でも執行役でもない専務執行役員に委任する場合、会社の重要な使用人（第362条）として、取締役会が専務執行役員の選任及び解任を行う。ただし、委員会設置会社の取締役会は、その決議によって、選任及び解任を執行役に委任することができる。（第416条）
常務との関係は、本来は担当職務の違いに過ぎないが、一般には常務よりも専務の方が上位として扱われる場合が多い。

#### 執行役員
この役職や呼称があっても、「取締役」でない者は、会社法の役員ではない。会社の業務執行を行う重要な使用人の役職。会社法の執行役とは異なるので注意。取締役である者にも付けること（例・代表取締役兼執行役員社長）もある。取締役でない執行役員（専務執行役員、常務執行役員なども含む）は会社法上の役員にはあたらない。制度開始当時に多く見られた、近年では、準役員的な上級管理職としての執行役員だけでなく、専務執行役員、常務執行役員など、一部取締役の上位に立つような例も増えている。
取締役会設置会社の業務執行を取締役でも執行役でもない執行役員に委任する場合、会社の重要な使用人（第362条）として、取締役会が執行役員の選任及び解任を行う。ただし、委員会設置会社の取締役会は、その決議によって、選任及び解任を執行役に委任することができる（第416条）。
近年は、取締役会の意思決定を迅速化するためと取締役の過大な責任を避けるため、取締役の数を絞る傾向がある。そのため、取締役ではない役員待遇の幹部従業員にこのような地位を与える。日本ではソニーが初めて執行役員制度を導入した。取締役への就任は株主総会の承認が必要だが、執行役員の任用は株主総会の承認は必要ない。ソニーの動きに追従して、多くの企業が執行役員制度を導入したが、本質的な改革になっていないという声がある。また、パナソニックなどでは、取締役とは別に「役員」という呼称を使用、専務役員、常務役員などの上級職も設けられており、他社の執行役員に相当する。これも会社法上の役員にはあたらない。
2005年2月に、執行役員として勤務していて過労死した男性について、東京地裁は2011年5月に、「実質的に労働者にあたる」として、労災の不認定を取り消す決定をした。

#### 相談役・顧問
これらの役職や呼称があっても、「監査役」または「取締役」でない者は、会社法の役員ではない。相談役と顧問は、会社に助言を行う役職である。相談役は、法律上の役員であるケースと役員ではないケースがあり、顧問は役員ではないことが通常であるが、先の経営中枢が「院政」を敷く場合もあり、各企業の内情・実勢を見ないと判断できないものである。
相談役は、社長や会長などが経営の第一線を退いた後に就く名誉職的な側面が強く、いわゆる「大所高所からの助言」が求められることが多い一方、必要に応じて経営上または企業の運営上の重大な問題に関して大胆な助言を求められたり、社内が割れるような紛議があった際にはその調停にあたったりもする。
相談役の法律上の位置付けは個々の会社によって異なり、法律上の役員を兼ねる取締役相談役、代表取締役相談役もある一方、相談役が取締役ではないケースもある。
顧問は、社外の専門家に顧問を委嘱し顧問契約を締結するケースの他に、外部から招聘されて近々取締役に選任される予定の者が、次期株主総会までの間の短期間だけ就く一時的・便宜的な役職の場合もあれば、大企業同士の合併などによって新企業では経営の実務から閉め出されてしまった旧企業の元専務取締役などを、新企業の取締役を兼ねた「常任顧問」として処遇するための半恒久的な役職の場合もある。いずれの場合も、顧問はその者本人の専門知識や社内経験にもとづいた実務的で日常的助言が求められることが多い。
また創業者や企業の発展に多大な功績のあった特別な社長や会長などは、経営の第一線を退いた後もしばらくの間は取締役を兼ねた「最高顧問」として処遇される場合がある。しかしいかに「最高」でも「顧問」であることに変わりはなく、最高顧問が新経営陣の企業経営に積極的に介入することは稀である。最高顧問の設置は多くの場合、伝説的な旧経営者を引き継いだ比較的無名の新経営者が、株主や取引先に要らぬ不安を与えないように当面の間だけ担いでおく御輿的な側面が強い。任期を満了した最高顧問が今度は相談役に横滑りという例がよく見られるのはこのためである。
なお、顧問と取締役は法的な責任および権限が異なるため、顧問は取締役ではないことが一般的であるが、取締役に顧問の役職名を付与するケースや「代表取締役顧問」も中にはある。取締役でない場合、顧問は会社経営に関して法的な責任と権限は無いが、顧問が取締役である場合は、取締役としての法的な義務および責任が課せられる。
取締役ではない相談役や顧問と企業との関係は、顧問契約を締結する場合や、会社との間に雇用関係が存在し法律上は会社の「従業員」である場合の他に、顧問が会社から報酬を得ない場合には単に名前だけの顧問のケースもある。
こうした曖昧な制度がコンプライアンス違反に繋がる事例もしばしば見受けられる。
本来のルールからは意思決定に関与しないはずのOB・大御所からの指示により、企業の方向性に影響を与える場合があるからである。
東芝は2015年に発覚した長年にわたる粉飾決算などの不正会計問題の指摘を受けて、相談役制度を廃止することを検討。これにより同社元社長・会長でもある西室泰三も2016年内に退任することになった。東芝は当時2人の相談役のほかに、2人の特別顧問、2人の常任顧問、14人の顧問を抱えており、会計不祥事に関連して経営体制に対して社会的な批判を浴びた。
2017年、上場企業の株主総会で顧問・相談役の廃止を求める株主提案が見られたほか、自発的にポストの廃止に向けて検討を始める企業も現れた。また、日本政府は2018年初頭を目途に、相談役や顧問が就任する際には業務内容などを開示するよう義務付けることを検討している。

#### みなし役員
みなし役員は、会社法における役員として登記されていないものの、法人税法においては役員として扱われる者をいう。みなし役員に該当すると、役員報酬や賞与などにおいて税制上の縛りを受ける。

## 中華系企業での役員
中国、香港、マカオ、台湾、シンガポールなどに設立した会社で使用する役職を挙げる。

### 中華人民共和国本土の会社の役員
中華人民共和国の会社法（中华人民共和国公司法）では、会社の役員にあたるものとして、会社（公司）の取締役（董事）、監査役（监事）、執行役員（高级管理人员）について、選任および解任、職務や権限、資格および義務、法的責任などの定めがある。なお、中国国内で絶大な影響力を有する国が出資する国有企業（国企）は、その役員がほとんど中国共産党員に充てられており、同党規約に定められた党支部の設置ルールにより国有企業の役員陣はその企業の党組（一部権限が制限された党支部）との構成がほぼ一致している。なお、中国国家鉄路集団中国郵政国家電網のような大手国有企業の主要役員（常務取締役以上）は、例外なく中共党員であるため党幹部・政府官僚などの政治家と同格に扱われ、そして（党の意思に従って）国有企業役員が党の機関や政府に出向することも珍しくない。

### 香港の会社の役員
香港の法制は歴史的に英国の法制の影響を受けており、会社（英語：company、中国語：公司）やその役員について定めた会社条例（英語：Companies Ordinance、中国語：公司條例）は英国の会社法（Companies Act）を参考にしている。
英国の会社法における会社の役員 (officer)と同様に、香港の会社条例の第2条では、会社条例における役員（英語：officer、中国語：高級人員）は、法人団体（英語：body corporate、中国語：法人團體）について、取締役（英語：director、中国語：董事）、支配人（英語：manager、中国語：經理）および書記役（英語：secretary、中国語：秘書）をいう（1974年第80号第2条増補より）と定めている。
また、会社条例の第351(2)条において、罰金又は刑罰に処すべき責任を負う会社の役員（英語：officer、中国語：高級人員）を定め、失責役員（英語：officer who is in default、中国語：失責高級人員）は、会社の役員（英語：officer、中国語：高級人員）、又は会社の影の取締役（英語：shadow director、中国語：影子董事）で、会社条例が定めた規定の拒絶又は違反を知りながら故意にそれを承認又は許可した者をいう（2003年第28号第114条改正より）と定めている。

### 董事
董事（とうじ、中国語: 董事）。法人の業務を執行し、法人を代表する責任者である。一般に法人の理事に相当し、法人が会社（公司）の場合は取締役に相当する。または、法人の理事会（法人が会社の場合は取締役会）にあたる董事會、董事会又は董事局を設置する法人では、董事會、董事会又は董事局の構成員としてこれに出席しその決議に参加する。
なお、会社（公司）以外の法人では、法文上の董事の実務上の肩書きとして理事を使うことがある。

#### 中華人民共和国の会社の董事
中華人民共和国の会社（公司）の董事は、取締役会設置会社の取締役に相当する。
中華人民共和国の会社法（中华人民共和国公司法）には、会社の取締役（董事）の定めがある。

#### 香港の会社の董事
香港の会社（英語：company、中国語：公司）の董事（英語：director、中国語：董事）は、英国の会社法（Companies Act）における会社の取締役 (director)に相当する。
香港の会社条例（英語：Companies Ordinance、中国語：公司條例）の第2条において、取締役（英語：director、中国語：董事）は法人団体（英語：body corporate、中国語：法人團體）の役員（英語：officer、中国語：高級人員）に含むと定められている。また、職制上の名称にかかわらず、取締役（英語：director、中国語：董事）の地位を有する者をすべて含むと定めている。
会社の取締役会（英語：board of directors、中国語：董事局）の構成員としてこれに出席しその決議に参加する。
私人会社（英語：private company、中国語：私人公司）以外の会社の取締役（英語：director、中国語：董事）は、主に会社条例の第153条に定められており、私人会社でない会社は、最少2名の取締役（英語：director、中国語：董事）を置くことを要する。
私人会社（英語：private company、中国語：私人公司）の取締役（英語：director、中国語：董事）は、主に会社条例の第153A条に定められており、私人会社は、最少1名の取締役（英語：director、中国語：董事）を置くことを要する。
なお、会社条例の第159条では、有限責任会社（英語：limited company、中国語：有限公司）で、基本定款（英語：memorandum、中国語：章程大綱）に定めがある場合は、取締役（英語：director、中国語：董事）は無限責任を負うと定めている。

### 董事長
董事長（とうじちょう、簡体字: 董事长; 繁体字: 董事長）。法人の董事から選定されて、法人の業務を執行し、法人を代表する責任者である。法人の代表理事又は理事長に相当し、法人が会社（公司）の場合は代表取締役に相当する。または、法人の理事会（法人が会社の場合は取締役会）にあたる董事會又は董事会を設置する法人では、一般に董事會又は董事会の会長としてこれを主宰する。
なお、会社（公司）以外の法人では、法文上の董事の実務上の肩書きとして理事長を使うことがある。
香港の会社では、董事局主席（英語：chairman of the board of directors、中国語：董事局主席）に相当する。

#### 中華人民共和国の会社の董事長
中華人民共和国の会社（公司）の董事長（董事长）は、取締役会設置会社の取締役会長に相当する。
中華人民共和国の会社法（中华人民共和国公司法）には、会社の取締役会長（董事长）の定めがある。
定款（章程）の定めにより法定代表者になることが出来る。また、株主総会および取締役会（董事会）を主宰する。

### 董事局主席
董事局主席（とうじきょくしゅせき、中国語: 董事局主席）。一般に法人の董事から選定されて、法人の理事会（法人が会社の場合は取締役会）にあたる董事局の議長としてこれを招集し開催する。法人の理事長に相当し、法人が会社の場合は取締役会長に相当する。英国の会社の取締役会長 (chairman of the board of directors)に相当する。
香港の会社（英語：company、中国語：公司）の取締役会長（英語：chairman of the board of directors、中国語：董事局主席）は、私人会社でない株式会社の管理規則（英語：Regulations for management of a company limited by shares, not being a private company、中国語：非私人公司的股份有限公司管理規例）の第57条で、会社に取締役会長（英語：chairman of the board of directors、中国語：董事局主席）を置く場合は、会社の社員総会／株主総会（英語：general meeting、中国語：大會）において議長（英語：chairman、中国語：主席）の地位を有すると定められている。

### 副董事長
副董事長（ふくとうじちょう、簡体字: 副董事长; 繁体字: 副董事長）。一般に法人の董事から選定され、董事長が不在又は事故により職権を行使できない時に董事長を代理する。法人の副理事長に相当し、法人が会社（公司）の場合は取締役副会長に相当する。
なお、会社（公司）以外の法人では、法文上の董事の実務上の肩書きとして副理事長を使うことがある。

#### 中華人民共和国の会社の副董事長
中華人民共和国の会社（公司）の副董事長（副董事长）は、取締役会設置会社の取締役副会長に相当する。
中華人民共和国の会社法（中华人民共和国公司法）には、会社の取締役副会長（副董事长）の定めがある。取締役副会長（副董事长）を置く場合は、取締役会長（董事长）を補佐し、取締役会長（董事长）が職務を履行が出来ない場合、または職務を履行しない場合は、取締役副会長（副董事长）が職務を履行する。

### 常務董事
常務董事（じょうむとうじ、簡体字: 常务董事; 繁体字: 常務董事）。一般に法人の董事から選定され、法人の日常の業務を執行する。
なお、会社（公司）以外の法人では、法文上の董事の実務上の肩書きとして常務理事を使うことがある。

#### 香港の会社の常務董事
香港の会社（英語：company、中国語：公司）の常務取締役（英語：managing director、中国語：常務董事）は、私人会社でない株式会社の管理規則（英語：Regulations for management of a company limited by shares, not being a private company、中国語：非私人公司的股份有限公司管理規例）の第109条ないし第111条に定めがある。

### 執行董事
執行董事（しっこうとうじ、簡体字: 执行董事; 繁体字: 執行董事）。会社（公司）の業務を執行する董事である。業務を執行する取締役に相当する。
中華人民共和国おいては、小規模の有限責任会社では取締役会（董事会）を置かず、1人の執行董事（执行董事）を置き、定款（章程）の定めにより、執行董事（执行董事）が単独で取締役会（董事会）の職務を行うことができる。執行董事（执行董事）は支配人（经理）を兼任することが出来る。また、定款の定めにより法定代表者になることが出来る。

### 非執行董事
非執行董事（ひしっこうとうじ、簡体字: 非执行董事; 繁体字: 非執行董事）。会社（公司）の業務を執行しない董事である。業務執行取締役以外の取締役に相当する。

### 備任董事
備任董事（びにんとうじ、中国語: 備任董事）。会社（公司）の取締役（董事）が欠けたときに、その代わりとなる補欠の取締役（董事）である。
香港の会社（英語：company、中国語：公司）の補欠の取締役（英語：reserve director、中国語：備任董事）は、会社条例（英語：Companies Ordinance、中国語：公司條例）の第2条において、私人会社（英語：private company、中国語：私人公司）の補欠の取締役（英語：reserve director、中国語：備任董事）として指名された者をいう（2003年第28号第2条増補より）と定めている。
また、第153A(6)条で、私人会社が、社員（英語：member、中国語：成員）を1人だけ有し、その社員（英語：member、中国語：成員）が会社の唯一の取締役（英語：sole director、中国語：唯一董事）である場合は、会社の通常定款（英語：articles、中国語：章程細則）のいかなる条文の記載にかかわらず、会社は社員総会（英語：general meeting、中国語：大會）において、唯一の取締役（英語：sole director、中国語：唯一董事）が死亡により欠けたときに、その代わりとなる、満18歳以上の人（法人団体（英語：body corporate、中国語：法人團體）を除く）1人を会社の補欠の取締役（英語：reserve director、中国語：備任董事）に指名することができる（2003年第28号第56条増補より）と定めている。

### 影子董事
影子董事（えいしとうじ、中国語: 影子董事）。会社（公司）を実質的に経営している影の取締役（董事）である。英国の会社法 (Companies Act) における会社の影の取締役 (shadow director)に相当する。
香港の会社条例（英語：Companies Ordinance、中国語：公司條例）では、第2条において、影の取締役（英語：shadow director、中国語：影子董事）は、会社（英語：company、中国語：公司）について、常習的に会社の取締役（英語：director、中国語：董事）又は過半数の取締役（英語：director、中国語：董事）に指示又は命令している者をいう（2003年第28号第2条増補より）と定めている。

### 経理人
経理人（けいりにん、中国語: 經理人）。商人（商號）又は会社（公司）から付与された権限により、その事務を管理し署名（簽名）を行う。または、裁判所の命令により委任されて、会社の財産を管理する。

#### 香港の会社の財産の経理人
香港の会社（英語：company、中国語：公司）の財産の経理人（英語：manager、中国語：經理人）は、会社条例（英語：Companies Ordinance、中国語：公司條例）において、解散（英語：winding-up、中国語：清盤）手続き中の会社で、裁判所の命令により、会社の財産に関し、管理を委任された者をいう。会社の財産の管理人に相当する。なお、下記は会社の財産の管理人（英語：manager、中国語：經理人）に含まない。
1. 会社の清算人（英語：liquidator、中国語：清盤人）、又は
2. 会社の財産の管財人（英語：receiver、中国語：接管人）、又は
3. 会社の財産又は業務の特別管理人（英語：special manager、中国語：特別經理人）。

### 高級管理人員
高級管理人員（こうきゅうかんりじんいん、中国語: 高级管理人员）。
中華人民共和国の会社法（中华人民共和国公司法）では、第217条で高級管理人員（高级管理人员）は、会社（公司）の支配人（经理）、副支配人（副经理）、財務責任者（财务负责人）、上場会社（上市公司）の取締役会書記役（董事会秘书）及び会社定款（公司章程）に定めるその他の者（人员）を指すと定められている。取締役会（董事会）で選任される役員であり、日本の会社の執行役員や、米国の法人 (corporation)の役員 (officer)と類似している。
中華民国の会社の執行役員（經理人）や香港の会社の支配人（英語：manager、中国語：經理）または書記役（英語：secretary、中国語：秘書）に相当する。

### 経理
経理（けいり、簡体字: 经理; 繁体字: 經理）。会社（公司）において、取締役会（董事会または董事局）の直接の権限の下で、管理者の職務を行う者である。英国の会社法（Companies Act）における会社の支配人 (manager)に相当する。

#### 中華人民共和国の会社の経理
中華人民共和国の会社の支配人（经理）は、中華人民共和国の会社法（中华人民共和国公司法）の第217条で、執行役員（高级管理人员）に含むとされる。取締役会（董事会）が招聘し選任する。
取締役会（董事会）に出席する権利を有し、定款（章程）の定めにより法定代表者になることが出来る。
取締役会（董事会）に対して責任を負い、法の定めにより会社を経営する権限と法的責任を有する。会社の執行役に相当する。
法文上の支配人（经理）の実務上の名称は総経理（总经理）であることが多い。

#### 香港の会社の経理
香港の会社（英語：company、中国語：公司）の支配人（英語：manager、中国語：經理）は、会社条例（英語：Companies Ordinance、中国語：公司條例）の第2条において、法人団体（英語：body corporate、中国語：法人團體）の役員（英語：officer、中国語：高級人員）に含むと定められている。また、取締役会（英語：board of directors、中国語：董事局）による直接の権限の下で、管理者の職務を行う者をいうと定められている。ただし、下記は支配人（英語：manager、中国語：經理）に含まない。
1. 会社の財産の管財人（英語：receiver、中国語：接管人）又は管理人（英語：manager、中国語：經理人）、又は
2. 会社の財産又は業務の特別管理人（英語：special manager、中国語：特別經理人）。（2003年第28号第2条増補より）

会社の役員としての責任を負い、その職務や権限の範囲は定款や契約によって定めるので、その職務や権限の範囲により会社の執行役、支配人、又は執行役員に相当する。
中華民国の会社の執行役員（經理人）や中華人民共和国の会社の執行役員（高级管理人员）に相当する。
なお、会社条例の第159条では、有限責任会社（英語：limited company、中国語：有限公司）で、基本定款（英語：memorandum、中国語：章程大綱）に定めがある場合は、支配人（英語：manager、中国語：經理）は無限責任を負うと定めている。

### 副経理
副経理（ふくけいり、中国語: 副经理）。会社（公司）において、取締役会（董事会）の決議にしたがい、支配人（经理）を補佐して会社の業務を執行する。副支配人と和訳されることがある。
中華人民共和国の会社の副支配人（副经理）は、中華人民共和国の会社法（中华人民共和国公司法）の第217条で、執行役員（高级管理人员）に含むとされる。支配人（经理）の提案により、取締役会（董事会）が選任する。
会社の役員としての法的責任を負う。その職務や権限の範囲により会社の執行役、支配人、又は執行役員に相当する。
法文上の副支配人（副经理）の実務上の名称は副総経理（副总经理）であることが多い。

### 財務負責人
財務負責人（ざいむふせきにん、中国語: 财务负责人）。一般に、会社の財務責任者の職務を行う役員である。米国における法人 (corporation)の会計役 (treasurer)や最高財務責任者（CFO）に相当する。
中華人民共和国の会社（公司）の財務責任者（财务负责人）は、中華人民共和国の会社法（中华人民共和国公司法）の第217条で、執行役員（高级管理人员）に含むとされる。支配人（经理）の提案により、取締役会（董事会）が選任する。
法文上の財務責任者（财务负责人）の実務上の名称は財務総監（财务总监）であることが多い。

### 秘書
秘書（ひしょ、簡体字: 秘书; 繁体字: 秘書）。一般に、法人の書記の職務を行う役員である。いわゆる秘書の意味もあるが、会社（公司）において、社員総会／株主総会および取締役会（董事会または董事局）の手続きを議事録に記録する責任を負い、法令等で会社に保管が義務付けられている文書や書類その他の記録の作成、維持管理および認証を行う責任者で、英国や米国における会社の書記役 (secretary)や最高総務責任者（CAO）に相当する。

#### 中華人民共和国の上場会社の董事会秘書
中華人民共和国の上場会社（上市公司）の取締役会書記役（董事会秘书）は、中華人民共和国の会社法（中华人民共和国公司法）の第217条で、執行役員（高级管理人员）に含むとされる。

#### 香港の会社の秘書
香港では、会社条例（英語：Companies Ordinance、中国語：公司條例）の第2条において、会社の書記役（英語：secretary、中国語：秘書）は、法人団体（英語：body corporate、中国語：法人團體）の役員（英語：officer、中国語：高級人員）に含むと定められている。
また、会社の書記役（英語：secretary、中国語：秘書）は、会社条例の第154条において、1名を置くことを要する（2003年第28号第59条改正より）、ただし、私人会社（英語：private company、中国語：私人公司）が取締役（英語：director、中国語：董事）と1名しか置かない場合は、書記役（英語：secretary、中国語：秘書）を置かなくてもよいと定められている。また、書記役（英語：secretary、中国語：秘書）が個人である場合は香港に住所を有する事を要し、法人団体である場合は香港に営業拠点を置くことを要する。

### 董事総経理
董事総経理（とうじそうけいり、簡体字: 董事总经理; 繁体字: 董事總經理）。取締役会（董事會、董事会又は董事局）の決議等による会社（公司）の決定にしたがって、会社の事務を統轄管理する取締役（董事）である。

#### 香港の会社の董事総経理
香港における董事総経理（英語：managing director、中国語：董事總經理）は、会社（英語：company、中国語：公司）の取締役会（英語：board of directors、中国語：董事局）の直接の権限の下で会社の管理者の職務を統轄する取締役（英語：director、中国語：董事）で、英国の会社のマネージング・ディレクター (managing director) に相当する。法律上の地位は、会社の業務の執行を委任された取締役（英語：director、中国語：董事）である。
なお、香港の会社条例の第159条では、有限責任会社（英語：limited company、中国語：有限公司）で、基本定款（英語：memorandum、中国語：章程大綱）に定めがある場合は、董事総経理（英語：managing director、中国語：董事總經理）は無限責任を負うと定めている。

### 総経理
総経理（そうけいり、簡体字: 总经理; 繁体字: 總經理）。取締役会（董事會、董事会又は董事局）の決議等による会社（公司）の決定と監督の下で、会社の事務を統轄管理する責任者である。フランスのディレクトゥー・ジェネラル (Directeur général (DG)) に相当する。執行役や総支配人に相当する。

#### 香港の会社の総経理
香港における総経理（英語：general manager、中国語：總經理）は会社（英語：company、中国語：公司）内部の職制であり、会社の取締役会（英語：board of directors、中国語：董事局）の直接の権限の下で会社の管理者の職務を統轄する責任者である。法律上の地位は会社の支配人（英語：manager、中国語：經理）である。

### 副総経理
副総経理（ふくそうけいり、簡体字: 副总经理; 繁体字: 副總經理）。取締役会（董事會、董事会又は董事局）の決議等による会社（公司）の決定と監督の下で、総経理（總經理）を補佐して委任された会社の事務を管理する。バイス・プレジデントや執行役員に相当する。

#### 香港の会社の副総経理
香港における副総経理（英語：deputy general manager、中国語：副總經理）は会社（英語：company、中国語：公司）内部の職制であり、会社の取締役会（英語：board of directors、中国語：董事局）の直接の権限の下で、総経理（英語：general manager、中国語：總經理）を補佐して委任された事項について会社の管理者の職務を行う。法律上の地位は会社の支配人（英語：manager、中国語：經理）である。

## 英米の会社法に規定のある役員

### オフィサー
オフィサー（英語: officer）。和訳は役員。
英国の会社の役員 (officer) は、英国の会社法 (Companies Act) の第1173(1)条で、会社法における「役員 」(“officer”) は、法人団体 (body corporate)について、取締役 (director)、支配人 (manager)又は書記役 (secretary)をいうと定めている。なお、条文によっては、会社の清算人 (liquidator) や影の取締役 (shadow director)が役員 (officer) と見なされると定められている。英連邦諸国の会社法や香港の会社条例における役員（英語：officer、中国語：高級人員）も同様の定めがある。
一方、米国の法人 (corporation)の役員 (officer) は、非営利法人でも営利法人（株式会社）でも、理事／取締役 (director)とは別の機関であり、役員 (officer) は理事会／取締役会 (board of directors)の指揮の下で代理人 (agent) として法人の業務を執行する上級の被用者 (employee) とされる。ただし、理事／取締役 (director) と役員 (officer) を兼任することはできる。一般に理事会／取締役会の決議によりで役員 (officer) を選任し、理事会／取締役会はいつでも役員 (officer) を解任することができる。州によっては、役員 (officer) を選任する方法を定款や理事会／取締役会の決議で定めることができるので、定款の定めにより社員総会／株主総会で役員 (officer) を選任し又は役員 (officer) が下級の役員 (officer) を選任することもできる。
米国法人の伝統的な役員 (officer) には、会長／社長 (president)、副会長／副社長 (vice-president)、書記役 (secretary)、会計役 (treasurer)等が含まれる。
英国法上の会社の役員 (officer) のうち支配人 (manager) 又は書記役 (secretary) が、米国の株式会社の役員 (officer) にあたる。

### ディレクター
ディレクター（英語: director）。一般に、理事会を設置する法人の理事に相当する。法人が会社の場合は、取締役会設置会社の取締役に相当する。財団法人等の非営利法人の場合はトラスティー (trustee) という場合がある。
英国の会社の取締役 (director) は、英国の会社法 (Companies Act) の第250条で、会社法における「取締役」(“director”) には、いかなる名称であっても、取締役 (director) の地位を占める者が含まれると定められている。また、英国の会社法の第1173(1)条で、法人団体 (body corporate)の役員 (officer)に含むと定めている。英連邦諸国の会社法や香港の会社条例における取締役（英語：director、中国語：董事）も同様の定めがある。
英国の会社では、私会社 (private company) の場合、少なくとも1人の取締役 (director) を置かなければならない。なお、会社の通常定款 (articles of association) の定めにより、必要な取締役の最少の員数を増やすことができる。会社は他の会社の役員 (officer) になることが出来るが、少なくとも1人の取締役 (director) は個人であり16歳以上でなければならない。
公開会社 (public company)の場合、最少2人の取締役 (director) を置かなければならない。取締役 (director) のうちの1人は個人であり16歳以上でなければならない。
米国の法人の取締役 director は、一般に取締役会 (board of directors)の構成員として法人の経営方針を決定し業務執行を指揮・監督する。ただし、州によっては1人でもよいとされる。
米国の会社の director には2種類の用法があり、取締役会の構成員、つまり取締役という意味と、日本で言う事業部長や統括部長に近い役割のバイス・プレジデント (vice-president)の下で manager を指揮する役割の、和訳でいう部長や課長という意味合いがあるので、単に director と言う場合には混同することがある。取締役であることを明確にするために member of the board of directors と表記する場合もある。日本の会社においては取締役の英訳としてそのまま使用される場合が多い（もちろん日本でも部長、課長級の英訳として director を使用する場合が多いが、主題である「役員」の議論に限定すれば取締役の訳と解釈される）。

### シャドウ・ディレクター
シャドウ・ディレクター（英語: shadow director）。実質的に会社を経営する影の取締役。
英国の会社法 (Companies Act) の第251条では、会社法における「影の取締役」(“shadow director”) は、会社について、習慣的に会社の取締役 (director)に指示又は命令する者をいう。なお、取締役に対して専門的な立場から助言しただけでは影の取締役 (shadow director) とは見なされない。また、取締役 (director) の一般的な職務、社員 (member) の承認が必要な議事録、又は唯一の社員 (sole member) 兼取締役 (director) との契約のために、習慣的に子会社 (subsidiary companies) の取締役 (director) に指示又は命令しただけでは、法人団体 (body corporate)は影の取締役 (shadow director) とは見なされない。
英連邦諸国の会社法や香港の会社条例にも同様に影の取締役（英語：shadow director、中国語：影子董事）の定めがある。
この規定により、社員その他の実質的な会社の経営者が、名目的な役員 (officer)を使って責任を逃れるのを防ぐ。

### マネージャー
マネージャー（英語: manager）。和訳は支配人。日本の現行の会社法では支配人は会社の役員に含まないが、日本に株式会社制度が導入されはじめた頃の国立銀行条例においては「支配人会計役書記役其他ノ役員ヲ定メ」との記載があり、かつては日本でも支配人は会社の役員とされていた。
英国の会社の「支配人」 (“manager”) は、英国の会社法 (Companies Act) の第1173(1)条で、法人団体 (body corporate)の役員 (officer)に含むと定めている。英連邦諸国の会社法や香港の会社条例における支配人（英語：manager、中国語：經理）も同様の定めがある。
英国の会社法において条文によっては、業務執行役員 (managing officer) とも表記される。米国の会社の役員 (officer)に相当する。日本の会社の支配人とは異なり、会社の役員としての責任を負い、その職務や権限の範囲は定款や契約によって定めるので、その職務や権限の範囲により会社の執行役、支配人、又は執行役員に相当する。

### チェアマン
チェアマン（英語: chairman、chairperson または chair）。一般に、法人の理事会の議長を意味する。法人が会社の場合は、取締役会 (board of directors) の会長または議長を意味する。理事会／取締役会で理事／取締役 (director)から選定される。社員総会／株主総会でも議長を務めることが多い。カリフォルニア州の会社法では、定款に別段の定めがない限り、社長 (president)を置かない場合は取締役会長 (chairman of the board of directors) が法人の総支配人 (general manager) および最高経営責任者 (chief executive officer)となると定めている。英国の会社では、執行と監督を分離するために、業務執行取締役 (managing director)等のチーフ・エクゼクティブ (chief executive)が取締役会長を兼任することが規制されている。香港の会社の取締役会長（英語：chairman of the board of directors、中国語：董事局主席）の英語表記でもある。
米国法律協会 (American Law Institute, ALI)による「企業統治の原則：分析と勧告」(Principles of Corporate Governance: Analysis and Recommendations) において、法人 (corporation)の取締役会長 (the chairman of the board of directors) は上級執行役員 (Senior Executive)に分類されている。

### ガバナー
ガバナー（英語: governor）。和訳は総裁。イングランド銀行やハドソン湾会社のような勅許会社・特殊会社・特殊法人等における代表者である。国際通貨基金などの国際機関の場合は総務と和訳される加盟各国の代表者であり総務会の構成員である。

### プレジデント
プレジデント（英語: president）。一般に、法人を代表する役員である。法人 (corporation)が非営利法人の場合は会長と和訳され、営利法人（株式会社）の場合は社長と和訳される。米国の法人の会長／社長 (president) は、伝統的に書記役 (secretary)や会計役 (treasurer)等とともに法人の役員 (officer)とされる。州法に規定がある場合、理事会／取締役会 (board of directors)は1人の会長／社長 (president) を選任しなければならないとされる。定款に別段の定めがない限り理事／取締役 (director)でなくともよい。一般的には書記役 (secretary)、会計役 (treasurer)、その他の役員 (officer) を兼任することができるが、州によっては会長／社長 (president) と書記役 (secretary) の兼任を禁止していることがある。
米国の多くの州では、会長／社長 (president) の役割や権限について州法で明確に規定していないので、法人が付属定款 (by-laws) でその権限の概略を規定する。一般に、法人の業務執行を統轄し、法人の法律文書 (instruments) および株券 (stock certificates) や契約書に署名する権限を有する。判例法では会長／社長 (president) に明示的に権限が付与されていない場合でも、通常の業務に関するあらゆる取引において第三者に対して法人を拘束する行為を行う権限を有するとされる。
カリフォルニア州の会社法では、定款に別段の定めがない限り、社長 (president) が総支配人 (general manager) および最高経営責任者 (chief executive officer)となると定めている。
最高経営責任者（CEO）や最高執行責任者（COO）を置く法人ではどちらかを兼任することが多いが、州によっては役員 (officer) の名称を規定しないため、社長 (president) を置かないでCEOやCOOを置く場合もある。また、社内カンパニー制など独立性のある内部組織の長を指す場合もある。
米国法律協会 (American Law Institute, ALI)による「企業統治の原則：分析と勧告」(Principles of Corporate Governance: Analysis and Recommendations) において、法人の社長 (president) は上級執行役員 (Senior Executive)に分類されている。
米国の法人で使用されるが、英連邦諸国をはじめとするヨーロッパ、西アジア、南アジア、東南アジアの国々の会社ではマネージング・ディレクター (MD)が取締役社長に相当するので、社長の意味としてはあまり使われない。また、フランス法の影響が強い国や地域ではフランスのプレジダン (président)やメキシコのプレシデンテ (presidente) のように取締役会長を意味することがある。

### バイス・プレジデント
バイス・プレジデント（英語: vice-president、略語：VP）。一般に政府や法人 (corporation) その他の団体において、代表者たるプレジデントを補佐又は代理する役職を指し、具体的には政府の副大統領や国際機関の副総裁、非営利団体等の副会長や副理事長、会社の副社長などであるが、一部の団体や会社では副会長や副理事長、副社長などと和訳するほど高位ではない職位の名称として用いられており、そのような場合には日本語では「副会長」、「副理事長」、「副社長」などと訳さずに「バイスプレジデント」と表現することが多い。

### セクレタリ
セクレタリ（英語: secretary）。一般に、法人の書記の職務を行う役員である。定訳は無いので権限や法人の種類、組織の規模等に応じて、書記、書記役、秘書、秘書役、幹事、幹事役、総務、総務役、セクレタリなど様々に和訳される。なお、日本の現行の会社法では会社の書記役に関する定めは無いが、日本に株式会社制度が導入されはじめた頃の国立銀行条例においては「支配人会計役書記役其他ノ役員ヲ定メ」との記載があり、かつては日本でも「書記役」が会社の役員とされていた。
英米では、いわゆる秘書の意味もあるが、法人（会社）の書記役 (secretary) は、法人の役員 (officer)とされ、社員総会／株主総会および理事会／取締役会の手続きを議事録に記録する責任を負い、法令等で法人に保管が義務付けられている文書や書類その他の記録の作成、維持管理および認証 (certification) を行う。英国では法律上の会社の書記役 (secretary) を実務上、会社の書記役（secretary of the company、又は company’s secretary）、会社書記役 (company secretary) 等という。なお、米国では同じ意味で法人書記役 (corporate secretary) というが、英国では法人書記役 (corporate secretary) は、会社の書記役 (secretary) の職務を受任する法人を意味する。最高総務責任者（CAO）や最高財務責任者（CFO）を兼任することが多いが、国や州によっては役員 (officer) の名称を規定しないため、書記役 (secretary) を置かないで最高総務責任者 (CAO) を置く場合もある。
米国法律協会 (American Law Institute, ALI)による「企業統治の原則：分析と勧告」(Principles of Corporate Governance: Analysis and Recommendations) において、法人 (corporation)の書記役 (secretary) は上級執行役員 (Senior Executive)に分類されている。

#### 英国の会社のセクレタリ
英国の会社の「書記役」(“secretary”) は、英国の会社法 (Companies Act) の第1173(1)条で、法人団体 (body corporate)の役員 (officer) に含むと定めている。英連邦諸国の会社法や香港の会社条例にも同様に書記役（英語：secretary、中国語：秘書）の定めがある。
英国の会社では、私会社 (private company) の場合、会社の通常定款 (articles of association) に別段の定めがある場合を除き、書記役 (secretary) を置かなくてもよい。
公開会社 (public company)の場合、最少1人の書記役 (secretary) を置かなければならない。
公開会社の書記役 (secretary) は次の何れかの資格を要する。
- 過去5年間に3年以上、公開会社の書記役 (secretary) の職を務めていた、又は
- 英国（連合王国に属する何れかの地域）における法廷弁護士（barrister 又は advocate）又は事務弁護士（solicitor）である若しくはこれらの資格を認定されている、又は
- 過去の実績又は他の団体の会員資格により書記役 (secretary) の職務を行う能力を有するように取締役 (directors)には見える、又は
- 次の何れかの団体の会員である。
  - イングランド及びウェールズ勅許会計士協会 (the Institute of Chartered Accountants in England and Wales)、
  - スコットランド勅許会計士協会 (the Institute of Chartered Accountants of Scotland)、
  - アイルランド勅許会計士協会 (the Institute of Chartered Accountants in Ireland)、
  - 勅許書記士管理士協会 (the Institute of Chartered Secretaries and Administrators)、
  - 勅許公認会計士協会 (the Association of Chartered Certified Accountants)、
  - 勅許管理会計士協会 (the Chartered Institute of Management Accountants)、又は
  - 勅許財政会計協会 (the Chartered Institute of Public Finance and Accountancy)

会社の書記役 (secretary) は個人でも団体でも法人でもよいので、個人である書記役 (secretary) 、2人以上による共同書記役 (joint secretaries) 又は法人書記役 (corporate secretary) を選任することができる。
法律上、会社の書記役 (secretary) は下記の職務を行う。
- 法で定められた登記 (statutory registers) の維持管理、
- 会社が法で定められた情報を速やかに提出することの保証、
- 社員 (member) 及び取締役 (director)に対する会議 (meetings) の招集の通知、
- 社員 (member) への書面による提案の交付、及び監査人 (auditor) への決議の交付、
- 決議及び合意の謄本の登記所 (Companies House) への送付、
- 会社のすべての社員 (member)、すべての社債権者 (debenture holder) 及び社員総会／株主総会 (general meeting) の招集の通知を受け取るべきすべての者に対する計算書類の謄本の交付、
- すべての社員 (member) の（過去の社員総会／株主総会 (general meeting) での）決議の謄本、及びすべての手続き及び社員総会／株主総会 (general meeting) の議事録の保管または、保管のための整理、
- 会社の記録を監査する権利を有する者がそれを監査できることの保証、
- 会社印 (company seal) がある場合はその保管及び使用、
- 会社による正式な文書の作成ための連署人 (co-signator) となること、および
- 登記所 (Companies House) への提出する書類を認証 (authenticate) すること（会社の年次計算書類を会社書記役 (company secretary) が認証することはできない）。

書記役 (secretary) は会社の役員 (officer) であり、会社の法令違反に対する刑事責任を負うことがある。
会社の書記役 (secretary) が有する権利は、会社と書記役 (secretary) の契約による。

#### 米国の法人のセクレタリ
米国における法人 (corporation)の書記役 (secretary) は、非営利法人でも営利法人（株式会社）でも、伝統的に会長／社長 (president)や会計役 (treasurer)等とともに法人の役員 (officer)とされる。州法に規定がある場合、理事会／取締役会 (board of directors)は1人の書記役 (secretary) を選任しなければならないとされる。定款に別段の定めがない限り理事／取締役 (director)でなくともよい。一般的には会長／社長 (president)、会計役 (treasurer)、その他の役員 (officer) を兼任することができるが、州によっては会長／社長 (president) と書記役 (secretary) の兼任を禁止していることがある。米国では、役員 (officer)の名称について規定しない州を含む多くの州で、何からの規定により社員総会／株主総会および理事会／取締役会の手続きを議事録に記録する責任を負う役員を選任しなければならないと定めている。一般的には議事録作成の他に、法令等で法人に保管が義務付けられている文書や書類その他の記録の維持管理および認証 (certification) を行い、法人の印 (seal) がある場合はそれを保管し、法人の法律文書 (instruments) および株券 (stock certificates) への副署を行う。銀行との取引の際に、法人の代表者の署名と書記役 (secretary) の副署を要するため、法人の会計役 (treasurer) を兼任して、書記会計役 (secretary-treasurer) とする場合がある。
米国の法人と州政府の関係において、法人の書記役 (corporate secretary) に対応する州政府の官職、いわゆるカウンターパート (counterpart) は州務長官 (Secretary of state) で、法人の書記役 (secretary) が株主名簿の管理や株主総会の運営、法人の文書の認証、法人の印 (seal) の保管を行うのに対して、州務長官 (Secretary of state) は選挙人名簿の管理や選挙事務、州の公文書の認証、州の印璽 (Great Seal)の保管を行う。また、法人が州政府に届出や申請を行う際は州務長官が主な提出先となる。

### トレジャラ
トレジャラ（英語: treasurer）。一般に、法人 (corporation)の会計管理、資金の出納や財務の責任者の職務を行う役員である。定訳は無いので権限や法人の種類、組織の規模等に応じて、会計、会計役、出納役、財務、財務役、トレジャラなど様々に和訳される。また、法人が米国の地方政府などの自治体 (municipal corporation) の場合は、収入役、出納長、財務官など、米国の州政府の場合は州財務官と呼ばれる。なお、日本の現行の会社法では会社の会計役に関する定めは無いが、日本に株式会社制度が導入されはじめた頃の国立銀行条例においては「支配人会計役書記役其他ノ役員ヲ定メ」との記載があり、かつては日本でも「会計役」が会社の役員とされていた。
米国における法人の会計役 (treasurer) は、非営利法人でも営利法人（株式会社）でも、伝統的に会長／社長 (president)や書記役 (secretary)等とともに法人の役員 (officer)とされる。州法に規定がある場合、理事会／取締役会 (board of directors)は1人の会計役 (treasurer) を選任しなければならないとされる。定款に別段の定めがない限り理事／取締役 (director)でなくともよい。一般的には会長／社長 (president) 、書記役 (secretary)、その他の役員 (officer) を兼任することができる。米国の多くの州では、会計役 (treasurer) の役割や権限について州法で明確に規定していないので、法人が付属定款 (by-laws) でその権限の概略を規定する。一般に、法人名義の資金の受領および支出を正式に担当する。判例法では会計役 (treasurer) に明示的に権限が付与されていない場合、通常は法人を拘束する契約を締結したり、財産を処分することはできないが、金銭の受け取り、保管および支出については権限を有するとされる。
銀行との取引の際に、法人の代表者の署名と書記役 (secretary) の副署を要するため、法人の書記役 (secretary) を兼任して、書記会計役 (secretary-treasurer) とする場合がある。
最高財務責任者 (CFO) を兼任する場合が多く、カリフォルニア州のように、基本定款 (articles) または付属定款 (bylaws) に別段の定めがない限り、最高財務責任者 (chief financial officer) を置かない場合は、会計役 (treasurer) が最高財務責任者 (chief financial officer) となると定める州もある。一方、州によっては役員 (officer) の名称を規定しないため、会計役 (treasurer) を置かないでCFOを置く場合もある。また、CFOの統括の下に会計役 (treasurer) と経理部長（controller 又は comptroller）を置き、会計役 (treasurer) が財務部の職務を統括する場合もある。
米国法律協会 (American Law Institute, ALI)による「企業統治の原則：分析と勧告」(Principles of Corporate Governance: Analysis and Recommendations) において、法人の会計役 (treasurer) は上級執行役員 (Senior Executive)に分類されている。

## その他の英米の会社の内部的職制

### マネージング・ディレクター
マネージング・ディレクター（英語: managing director、略語：MD）。直訳は業務執行取締役。英連邦諸国の会社では取締役会で取締役 (director)から選定される会社の業務執行を統括する責任者とされる。日本の取締役社長や米国会社の最高経営責任者 (CEO) 又は社長 (president)に相当する。英国の会社では、執行と監督を分離するために、取締役会長 (chairman of the board of directors)を兼任することが規制されている。米国会社においてはあまり使われない。香港では董事総経理（英語：managing director、中国語：董事總經理）の英語表記である。日本の会社においては、常務の英訳として使用される場合が多いが、世界銀行や国際通貨基金などの国際機関の場合は専務理事と和訳される。仏訳はディレクトゥー・ジェネラル (Directeur général (DG)) であることが多い。

### デピュティ・マネージング・ディレクター
デピュティ・マネージング・ディレクター（英語: deputy managing director、略語：DMD）。英連邦諸国の会社で、マネージング・ディレクター (MD)を補佐して業務を執行する。一般的には1人または2人以上のデピュティ・マネージング・ディレクター (DMD) を置くが、置かない場合もある。日本の専務取締役または常務取締役に相当する。米国の会社においてはあまり使われない。国際通貨基金などの国際機関の場合は副専務理事と和訳される。仏訳はディレクトゥー・ジェネラル・アジョワン (Directeur général adjoint (DGA)) である。

### ファースト・デピュティ・マネージング・ディレクター
ファースト・デピュティ・マネージング・ディレクター（英語: first deputy managing director、または 1st deputy managing director、略語：1st DMD）。英連邦諸国の会社で、マネージング・ディレクター (MD)を補佐して業務を執行する。2人以上のデピュティ・マネージング・ディレクター (DMD)を置く会社で、最も上席のデピュティ・マネージング・ディレクター (DMD) を定めた場合の名称とされる。置かない場合もある。日本の取締役副社長または専務取締役に相当する。米国の会社においてはあまり使われない。国際通貨基金などの国際機関の場合は筆頭副専務理事と和訳される。仏訳はプルミエ・ディレクトゥー・ジェネラル・アジョワン（Premier directeur général adjoint、または 1er directeur général adjoint）である。

### エグゼクティブ
エグゼクティブ（英語: executive）。直訳は執行者。実務上は取締役会の構成員を指す場合が多い。なお、米国の会社において "top executive" と言う場合は通常 "president", "chairman", "CEO", "COO" といった会社経営の責任者を指す。

### プリンシパル・シニア・エグゼクティブ
プリンシパル・シニア・エグゼクティブ（英語: principal senior executives）。主要上級執行役員などと和訳される。
米国法律協会 (American Law Institute, ALI)による「企業統治の原則：分析と勧告」(Principles of Corporate Governance: Analysis and Recommendations) において、法人 (corporation)の最高経営責任者（CEO）、最高執行責任者（COO）、最高財務責任者（CFO）、最高法務責任者（CLO）、又は最高会計責任者（CAO）をいう。「企業統治の原則：分析と勧告」では、公開会社の事業経営は主要上級執行役員により、又は主要上級執行役員の監督の下で取締役会若しくは主要上級執行役員が執行権を委譲した他の役員 (officer)その他の被用者 (employee) によって行われるべきと提言している。

### シニア・エグゼクティブ
シニア・エグゼクティブ（英語: senior executives）。上級執行役員などと和訳される。
米国法律協会 (American Law Institute, ALI)による「企業統治の原則：分析と勧告」(Principles of Corporate Governance: Analysis and Recommendations) において、法人 (corporation)の主要上級執行役員 (Principal Senior Executives)又は取締役会長 (the chairman of the board of directors)（ただし、取締役会長が取締役 (director)として以外に経営方針を決定する職務を行わず、取締役としての報酬以外に多額の報酬を受領していない場合を除く）、社長 (president)、会計役 (treasurer)および書記役 (secretary)、並びに主な事業部 (business unit)、部門 (division) 若しくは職務 (function)（販売、総務、財務など）を担当し、または法人の重要な経営方針を決定する職務を行う副社長 (vice-president)（SVP、EVP、Senior EVP等を含む）若しくは副会長 (vice-chairman) をいう。「企業統治の原則：分析と勧告」では、上級執行役員は役員としての忠実義務を負うべきと提言している。

### シニア・バイス・プレジデント（SVP）
シニア・バイス・プレジデント（英語: senior vice-president、略語：SVP）。米国等の法人 (corporation)において、プレジデント (president)を補佐する役員 (officer)であるバイス・プレジデント（VP）のうち、上席のバイス・プレジデント (VP) の名称である。

### エグゼクティブ・バイス・プレジデント（EVP）
エグゼクティブ・バイス・プレジデント（英語: executive vice-president、略語：EVP）。直訳は、法人 (corporation)が非営利法人ならば執行副会長、営利法人（株式会社）ならば執行副社長である。米国等の法人で会長／社長 (president)を補佐する役員 (officer)であるバイス・プレジデント（VP）のうち、シニア・バイス・プレジデント（SVP）よりも上席のバイス・プレジデント (VP) の名称である。株式会社の場合は、上級副社長と訳されることが多いが、SVP の訳語として用いられることの多い上席副社長と訳される場合もあるので、SVPと混同しやすい。日本の会社においては、専務または副社長の英訳として使用される場合が多い。

### シニア・エグゼクティブ・バイス・プレジデント
シニア・エグゼクティブ・バイス・プレジデント（英語: senior executive vice-president、略語：Senior EVP）。直訳は、法人 (corporation)が非営利法人ならば上級執行副会長、営利法人（株式会社）ならば上級執行副社長である。米国等の法人で会長／社長 (president)を補佐する役員 (officer)であるバイス・プレジデント（VP）のうち、シニア・バイス・プレジデント（SVP）やエグゼクティブ・バイス・プレジデント（EVP）よりも上席のバイス・プレジデント (VP) の名称である。フランスの会社においては、ディレクトゥー・ジェネラル・デレゲ (Directeur général délégué (DGD)) の英訳として使用される場合が多い。日本の会社においては、副社長の英訳として使用される場合が多い。

### ファウンダー
ファウンダー（英語: founder）。創業者（創業した人物）の意味。創業者に付ける名誉的な肩書き。日本の会社でもこの肩書きが使われることがあり、かつて、ソニーの井深大と盛田昭夫、ダイエーの中内㓛がその職名を用いていた。現在はホリプロの堀威夫、UUUMのHIKAKINらがその職名を用いている。

## 大陸ヨーロッパにおける会社の役員制度

### 大陸ヨーロッパにおける会社の役員制度概説
大陸法を採用する大陸ヨーロッパ諸国は、英米法を採用するイギリスやアメリカ等とは法系が異なるため、会社の役員制度についても違いがある。例として、特徴的な二層型取締役会を有するドイツの会社と、民法分野で国際的な影響力があるフランス法に基づく会社の役員制度を説明する。

#### ドイツ

##### 株式会社 (AG) の役員
ドイツの株式会社 (AG)では、取締役会 (Verwaltungsrat) の役割を監査役会 (Aufsichtsrat)と執行役会 (Vorstand)の二つの機関に分かち、人的にも監査役会構成員 (Aufsichtsratsmitglied)と執行役会構成員 (Vorstandsmitglied)の兼任を禁じて、前者が後者を監督するという二層型取締役会が採用されている。
監査役会の役割は会社の業務執行を監査し、執行役会に対して一般的業務について助言し、執行役会構成員を選任・解任することである。
監査役会構成員は株主総会により選任される。ただし、一般に従業員数が500人を超える会社では3分の1、従業員数が2,000人を超える会社では半数が、従業員の直接選挙によって選任される。
監査役会は、監査役会構成員の中から監査役会会長（ドイツ語: Aufsichtsratsvorsitzender）1人及び1人以上の副会長（ドイツ語: Stellvertretender Vorsitzender）を選定しなければならない。会長は株主代表の監査役会構成員から選定される、大きな会社では副会長は従業員代表の監査役会構成員から選定することが多い。
別段の定めがない限り、決議には投票数の過半数が必要である。可否同数の場合は再度の投票を行うことができるが、この場合も可否同数であれば監査役会会長が決定権を有する。監査役会副会長には、かかる決定権はない（共同決定法第29条）。
執行役会は自己の責任において業務を執行し、裁判上及び裁判外において会社を代表する。
執行役会構成員は、監査役会により選任される。
執行役会が数人から成る場合、別段の定めがない限り、全執行役会構成員が共同してのみ会社を代表する（日本の旧共同代表取締役制度に近い）。
執行役会構成員は、監査役会により選任されるが、監査役会構成員は執行役会構成員を兼任することができない。
執行役会の会長（ドイツ語: Vorsitzender des Vorstandes、銀行の場合は Sprecher des Vorstandes）、すなわち執行役会長（ドイツ語: Vorstandsvorsitzender、銀行の場合は Vorstandssprecher）は監査役会により選定・解職される。執行役会長は執行役会を代表し、会議の招集と議長としての議事運営や議題の準備と提案、株主総会での業績報告等の権限を有する他、監査役会会長との接触を通じて、監査役会と執行役会の意思疎通や情報交換を行う。
詳細はドイツの取締役会を参照。

##### 株式合資会社 (KGaA) の役員
ドイツの株式合資会社 (KGaA) は無限責任社員（ドイツ語: Komplementär）と株主（ドイツ語: Aktionär）とで構成される株式会社 (AG) の特殊形態とされており、無限責任社員については合資会社 (KG) に関する規定が準用される。
無限責任社員が代表権及び業務執行権を有し、取締役会や執行役会は設置しない。
その他の事項については原則として株式会社 (AG)に関する規定が準用され、株式会社 (AG) と同様の監査役会 (Aufsichtsrat)を設置する。監査役会構成員 (Aufsichtsratsmitglied)に従業員代表を含める制度も株式会社 (AG) と同じである。

##### 有限会社 (GmbH) の役員
ドイツの有限会社 (GmbH)（有限責任事業者会社（UG (haftungsbeschränkt) を含む））は間接有限責任を負う社員（ドイツ語: Gesellschafter）で構成される会社であり、社員総会（ドイツ語: Gesellschafterversammlung）が会社の意思決定を行い、取締役（ドイツ語: Geschäftsführer）を選任・解任し、取締役の業務執行を監督する。
取締役は社員の指示にしたがって会社の業務を執行し、第三者に対して会社を代表する。取締役の員数は1人以上である。
取締役会や執行役会は設置しない。
監査役会 (Aufsichtsrat)は必置の機関ではないが、定款の定めにより監査役会を設置することができる。ただし、500人超の従業員を有する有限会社 (GmbH) では、株式会社 (AG)と同様に監査役会構成員 (Aufsichtsratsmitglied)に従業員代表を含める制度が適用されるので、監査役会を設置しなければならない。

##### 合名会社 (OHG) の役員
ドイツの合名会社 (OHG) は無限責任を有する社員（ドイツ語: Gesellschafter）で構成される会社であり、社員がそれぞれ代表権及び業務執行権を有する。
取締役その他の機関は設置しない。

##### 合資会社 (KG) の役員
ドイツの合資会社 (KG) は無限責任社員（ドイツ語: persönlich haftender Gesellschafter（法文）、Komplementär（日常語））と有限責任社員（ドイツ語: Kommanditist）とで構成される合名会社の一変形とされており、無限責任社員だけが会社の代表権及び業務執行権を有する。
取締役その他の機関は設置しない。

#### フランス

##### 株式会社 (SA) の役員
フランスの株式会社 (SA) では、株主総会で三分の二以上の決議により伝統的な単層型取締役会とドイツ式の二層型取締役会とのどちらかを選択できる。
詳細はフランスの取締役会を参照

###### 取締役会を設置する会社
伝統的な取締役会 (Conseil d'administration (CA))を設置する会社の場合、会社を経営する機関として取締役会 (CA)、取締役会長 (PCA)、および執行役（社長、DG）等を置く。また会計監査および業務監査を実施する機関として、会計監査役 (CAC) を置く。
取締役会 (CA) は取締役 (Administrateur)で構成される。
取締役会 (CA) は会社の業務の方向性を定めその実施を管理する。
会社の目的の範囲内で、かつ法律により明示的に株主総会に付与された権限に従い、取締役会 (CA) は会社の経営に影響を及ぼす一切の事柄を扱い、協議の上これを決定する。
取締役会 (CA) の決議は、出席した取締役または委任状により代理された取締役の多数決により決せられる。可否同数の場合は定款に別段の定めがない限り取締役会長 (PCA) が決定権を有する。
取締役会 (CA) は取締役会長 (PCA) の選定・解職、執行役 (DG) の選任・解任、会社の代表権を取締役会長 (PCA) または執行役 (DG) のいずれに付与するかの決定等の権限を有する。
また、取締役会 (CA) は、副会長 (Vice-président)や執行役代理（副社長、DGD）等の役員を置くことができる。
詳細はフランスの伝統的な取締役会を参照。

###### 監査役会と執行役会を設置する会社
1966年のフランス商法改正により導入されたドイツ式の二層型取締役会を設置する会社の場合、会社の経営を監督する機関として監査役会 (Conseil de surveillance)、会社を経営する機関として執行役会 (Directoire)を置く。また会計監査および業務監査を実施する機関として、会計監査役 (CAC) を置く。監査役会構成員 (Membre du Conseil de surveillance)と執行役会構成員 (Membre du Directoire)を兼任することはできない。なお、監査役会構成員と会計監査役 (CAC) は別の役員である。
監査役会は監査役会構成員から構成され、株主総会により選任・解任される。
監査役会に関係する規定の大部分は、取締役会 (CA) に適用されるものと同様であるが、監査役会は執行役会を単に監督するのに対して取締役会 (CA) は経営機能を有する点が異なる。
執行役会は執行役会構成員からなり、監査役会により選任される。
執行役会の権限は広汎で、会社の目的および株主総会および監査役会に法律上留保された決定による制約を受けるのみである。
執行役会は合議制の経営機関である。
監査役会は、第三者に対して会社を代表する者として、執行役会の構成員1人を選定しなければならない。
このように選定された者は執行役会長 (Président du directoire)の肩書を有する。執行役会長は、監査役会によって指定される執行役（Directeurs Généraux：複数形）により補佐される。
執行役会の構成員は、通常株主総会および定款で定められている場合において監査役会により解任される。
詳細はフランスの監査役会と執行役会を参照。

##### 株式合資会社 (SCA) の役員
フランスの株式合資会社 (SCA) では取締役会 (CA) を設置せず、株主（フランス語: Commanditaires）の中から選定される無限責任社員（フランス語: Commandités）が商人資格すなわち商行為を為し得る地位を有し、無限責任社員による指名と株主の同意により選任される取締役 (Gérant) が業務を執行し、5人以上の株主で構成される監査役会 (Conseil de surveillance)が業務を監査する。

##### 合名会社 (SNC)、合資会社 (SCS)、有限会社 (Sarl) の役員
フランスの合名会社 (SNC)、合資会社 (SCS)、有限会社 (Sarl) では、社員による意思決定と監督の下で取締役 (Gérant) が業務を執行する。

##### 簡易株式会社 (SAS) の役員
フランスの簡易株式会社 (SAS) は機関設計の自由度が高く、必置の機関は株主総会と代表者（会長、Président）だけである。定款の定めにより株式会社 (SA) と同様の機関を任意で設置することが出来る。
代表者（会長）を補佐する執行役（社長、DG）や執行役代理（副社長、DGD）を置くことが出来る。また、執行役 (DG) や執行役代理 (DGD) には代表者が有する権能の包括的な委任 (délégation générale) により代表者と同等の代表権を付与することも出来る。
簡易株式会社 (SAS) が株式会社 (SA) の子会社である場合、親会社は簡易株式会社 (SAS) の代表者（会長）として自然人を指定することもできるが、法人である親会社を代表者に選任することもできる。
簡易株式会社 (SAS) の代表者が親会社である場合、代表者の職務は親会社の取締役会 (CA) 等の機関が親会社の名において遂行することになるので、親会社と子会社が一体の経営を行うことができる。また、簡易株式会社 (SAS) に取締役会 (CA) 等の機関を設置しなくても、親会社の取締役会 (CA) 等がその役割を果たすことにより、簡易株式会社 (SAS) の業務の適正を確保するための体制を維持しながら組織構成を簡素化することができる。

### フランスの法令に規定のある役員

#### ジェラン
ジェラン（フランス語: Gérant：男性型）、ジェラント（フランス語: Gérante：女性型）。取締役会を設置しない会社の取締役に相当する。フランスの合名会社 (SNC)、合資会社 (SCS)、株式合資会社 (SCA)、有限会社 (SARL) で、社員の決定や株主総会の決議にしたがって会社の業務を執行する。また、有限会社 (SARL) の取締役は第三者に対して会社を代表する。社員・株主でなくともよい。員数は1人以上で自然人でなければならない。社員の議決権の過半数または株主総会での過半数の決議により選任・解任される。ただし、正当事由がなく取締役を解任した場合には、会社は損害賠償を支払う。取締役が社員ではない場合や持分が少数の社員の場合は、一定の要件（会社役員としての職務とは別個の職務内容、従属関係）を満たす場合には雇用契約による職務も兼任できる。
なお、ジェラン (Gérant) は支配人の意味で使用されることもある。

#### アドミニストラトゥー
アドミニストラトゥー（フランス語: Administrateur：男性型）、アドミニストラトゥリス（フランス語: Administratrice：女性型）。取締役会設置会社の取締役に相当する。
フランスの株式会社 (SA) の取締役は、取締役会（Conseil d'administration (CA)）の構成員であり、員数は3人以上18人以内である。ただし、吸収ないし新設合併の場合は、取締役の数は合併から3年以内であれば最大24人に増加することができる。取締役は法人でもよいが、法人の場合はその常任代表者として自然人を指定しなければならない。2009年1月1日以降、取締役が会社の株式を一定数保有しなければならないのは、定款に定めがある場合に限られる。取締役の任期は最長6年（非公開会社については、設立時の定款において選任される場合は3年）で、株主総会において選任・解任される。株主総会は理由を示さずに取締役を解任することができ、損害賠償の対象にはならない。
取締役は、その職務を遂行するために必要な一切の情報を受取るものとし、また有益と考える文書を入手することができる。通常は業務を執行しない。
なお、定款に定めがある場合は株主総会で選任される取締役とは別に、従業員代表の取締役を従業員の直接選挙で選任することができる。従業員代表の取締役の員数は取締役の定員には含まれない。
使用人を兼務する取締役は三分の一を超えず最大5人までである。

#### コミッセール・オ・コント
コミッセール・オ・コント（フランス語: Commissaire aux comptes、略語：CAC）。会計監査役と和訳され、日本の会社の監査役と会計監査人の両方を合わせたような役員である。
監査役会構成員 (Membre du Conseil de surveillance)とは別の役員である。
1966年のフランス商法改正以前の法文上の名称は監査役（コミッセール、フランス語: Commissaire）であったが、出資検査役（フランス語: Commissaire aux apports）と区別するため、実務上の名称に合わせて現在の名称に改められた。
詳細は監査役#フランスの会計監査役を参照。

#### プレジダン
プレジダン（フランス語: Président：男性型）、プレジダント（フランス語: Présidente：女性型）。和訳は会長。
フランスでは、単にル・プレジダン（フランス語: le président）と言うと共和国大統領を意味するので、会社の役員の意味で使用するときは機関名と組み合わせた名称が使用される。
取締役会 (CA) の会長は Président du conseil d'administration (PCA) である。同様に、監査役会の会長は Président du conseil de surveillance、執行役会の会長は Président du directoire である。フランスの簡易株式会社 (SAS) の代表者（Président）場合は、会社の代表なので会社名と組み合わせて表記する。

##### 取締役会 (CA) のプレジダン
フランスの会社の取締役会長（フランス語: Président du conseil d'administration、略語：PCA）は、取締役会 (CA) で互選により選定される1人の自然人である。任期は取締役 (Administrateur)としての任期を超えない。また、取締役会 (CA) で過半数の決議で解職される。取締役会長 (PCA) は、取締役会 (CA) の議長を務め、取締役会 (CA) の職務をとりまとめ、これを指揮することにつき責任を負う。また会社組織の適正な運営を確保し、取締役が確実にその任務を遂行できるようにする。取締役会 (CA) の決議において、可否同数の場合は定款に別段の定めがない限り取締役会長 (PCA) が決定権を有する。取締役会長 (PCA) は、一定の要件（会社役員としての職務とは別個の職務内容、従属関係）を満たしている場合には雇用契約による職務も兼任できる。
2001年のNRE法（新経済規制法）により、伝統的な取締役会 (CA) を設置する会社でも監督と執行の分離を可能にするため、原則として取締役会長 (PCA) は執行役（社長、DG）を兼任せず、会社の代表権が執行役 (DG) に付与されることになった。ただし、代表権を取締役会長 (PCA) または執行役 (DG) のいずれに付与するかは、取締役会 (CA) が決定する。また、定款の定めた条件下で取締役会 (CA) が取締役会長 (PCA) と執行役 (DG) の兼任（プレジダン・ディレクトゥー・ジェネラル (PDG)）を決議することもできる。
取締役会 (CA) が従来と同様に会社の代表権を取締役会長 (PCA) に付与すると決定した場合、取締役会長 (PCA) は会社を経営する全権限を有し、会社の目的ならびに法律上株主総会および取締役会 (CA) に付与された権限によってのみ制約を受ける。また、第三者との関係で会社を代表し、経営について責任を負う。定款または取締役会 (CA) が取締役会長 (PCA) の代表権に加えた制限は、会社内部では拘束力を有するが、第三者に対抗することができない。取締役会長 (PCA) の代表権の有無については会社の登記簿に明記する必要がある。
会社が任意に設置する会議体である経営委員会（Conseil de direction、 Comité de direction、または Comité executif）等の構成員であることが多い。
原則どおりに、代表権が執行役 (DG) に付与された場合、取締役会長 (PCA) は日本の代表権のない取締役会長に相当する。
一方、代表権が取締役会長 (PCA) に付与された場合、取締役会長 (PCA) は日本の代表取締役会長に相当する。この場合、英語では Chairman of the board of directors and CEO と表記されることが多い。

##### 監査役会のプレジダン
監査役会 (Conseil de surveillance)と執行役会 (Directoire)を設置するフランスの会社では、監査役会長（フランス語: Président du conseil de surveillance）に関係する規定の大部分は、取締役会長 (PCA) に適用されるものと同様であるが、監査役会長には代表権が付与されず執行役会構成員 (Membre du Directoire)を兼任することができない点で取締役会長 (PCA) とは異なる。

##### 執行役会のプレジダン
監査役会 (Conseil de surveillance)と執行役会 (Directoire)を設置するフランスの会社では、執行役会長（フランス語: Président du directoire）は、監査役会により執行役会構成員 (Membre du Directoire)の中から選定・解職される。ただし、執行役会長を解職された場合でも執行役会構成員の地位は失われない。執行役会長は第三者に対して会社を代表するが、会社の経営権は合議体としての執行役会が有し、執行役会長が単独で経営権を有するわけではない点が、取締役会 (CA) を設置する会社の取締役会長 (PCA) や執行役 (DG)との違いである。執行役会長は、監査役会によって指定される執行役（Directeurs Généraux：複数形）により補佐される。執行役会長は日本の代表執行役社長に相当する。英語では CEO と表記することが多い。

##### 簡易株式会社 (SAS) のプレジダン
フランスの簡易株式会社 (SAS) では、代表者（会長、Président）は株主総会の他に設置が義務づけられた唯一の機関であり会社の代表権を有する。株主でなくともよく法人であってもよいとされる。
会社は代表者を議長とする合議体を設置することもできる。
代表者が有する権能を第三者に委任することも出来るが、代表者が有する権能の包括的な委任 (délégation générale) により代表者（会長）と同等の代表権を持てるのは、執行役（社長、DG）または執行役代理（副社長、DGD）に限られる。
簡易株式会社 (SAS) が株式会社 (SA) の子会社で、簡易株式会社 (SAS) の代表者として親会社を選任した場合、代表者の職務は親会社の取締役会 (CA) 等の機関が親会社の名において遂行することになる。この場合、親会社の取締役会 (CA) が簡易株式会社 (SAS) の代表者として執行役 (DG) や執行役代理 (DGD) を選任してこれに会社の代表権を付与し、その業務執行を監督することができる。

#### ヴィス・プレジダン
ヴィス・プレジダン（フランス語: Vice-président：男性型）、ヴィス・プレジダント（フランス語: Vice-présidente：女性型）。和訳は副会長。フランスの会社で取締役会 (CA) の副会長は Vice-président du conseil d'administration、監査役会の副会長は Vice-président du conseil de surveillance、執行役会の副会長は Vice-président du directoire である。

##### 取締役会 (CA) のヴィス・プレジダン
フランスの会社の取締役会 (CA) は、希望すれば、1人または2人以上の副会長 (Vice-président) を置くことができる。取締役会 (CA) は副会長を取締役 (Administrateur)から選定し、取締役としての任期を超えない任期を定める。副会長または最も上席の副会長は、取締役会長 (PCA) に支障があるときその職務を遂行する。
なお、2人以上の副会長を置く場合の最も上席の副会長の名称は、プルミエ・ヴィス・プレジダン（フランス語: Premier vice-président、または1er vice-président：男性型）、プルミエール・ヴィス・プレジダント（フランス語: Première vice-présidente、1ère vice-présidente、または1re vice-présidente：女性型）で、第一副会長と和訳される。

#### ディレクトゥール・ジェネラル
ディレクトゥール・ジェネラル（フランス語: Directeur général：男性型）、ディレクトリス・ジェネラル（フランス語: Directrice générale：女性型）、略語：DG。執行役または代表執行役に相当する。

##### 取締役会 (CA) を設置する会社のディレクトゥー・ジェネラル
フランスの取締役会 (CA) を設置する会社で、取締役会 (CA) が会社の代表権を取締役会長 (PCA) に付与しないときは、執行役（社長、Directeur général (DG)）を選任し、その任期を定める。取締役 (Administrateur)が兼任する場合は執行役 (DG) の任期は取締役としての任期を超えない。執行役 (DG) は自然人でなければならないが、株主でなくともよく、取締役会 (CA) の構成員でなくともよい。
執行役 (DG) は、会社を経営する全権限を有し、会社の目的ならびに法律上株主総会および取締役会 (CA) に付与された権限によってのみ制約を受ける。執行役 (DG) は、第三者との関係において会社を代表し、また裁判所において会社を代表する。定款または取締役会 (CA) が執行役 (DG) の権限に加えた制限は、会社内部では拘束力を有するが、第三者に対抗することができない。執行役 (DG) の代表権の有無については会社の登記簿に明記する必要がある。
会社が任意に設置する会議体である経営委員会（Conseil de direction、 Comité de direction、または Comité executif）等の構成員であることが多い。
取締役会 (CA) から代表権を付与された執行役 (DG) は、日本の代表執行役社長に相当する。英語では CEO と表記されることが多い。
2001年のNRE法（新経済規制法）により、伝統的な取締役会 (CA) を設置する会社でも監督と執行の分離を可能にするため、原則として取締役会長 (PCA) は執行役 (DG) を兼任せず、会社の代表権が執行役 (DG) に付与されることになった。ただし、代表権を取締役会長 (PCA) または執行役 (DG) のいずれに付与するかは、取締役会 (CA) が決定する。また、定款の定めた条件下で取締役会 (CA) が取締役会長 (PCA) と執行役 (DG) の兼任を決議することもできる。
NRE法が施行される以前の制度では、取締役会 (CA) は1人以上5人以内の執行役 (DG) を置くことができた。1940年から1943年にかけての法改正により、取締役会長 (PCA) は代表権を有するとともに執行役 (DG) を兼任すると定められていたので、取締役会長 (PCA) 兼執行役 (DG)（プレジダン・ディレクトゥー・ジェネラル (PDG)）以外の執行役 (DG) は、PDG を補佐して業務を執行する現在の執行役代理 (DGD)と同様の役割であった。PDG 以外の執行役 (DG) は、日本の執行役副社長に相当する。英語では COO と表記されることが多い。

##### 監査役会と執行役会を設置する会社のディレクトゥー・ジェネラル
監査役会 (Conseil de surveillance)と執行役会 (Directoire)を設置するフランスの会社では、執行役 (Directeur général (DG)) は執行役会の構成員として監査役会によって選任される。員数は執行役会長 (Président du directoire)を含めて1人以上5人以内（上場会社の場合は7人以内）の自然人である。監査役会構成員 (Membre du Conseil de surveillance)と兼任することはできない。資本金が150,000ユーロ未満の株式会社 (SA) は1人でもよい。この場合当該構成員は単独執行役（フランス語: Directeur général unique）と呼ばれる。執行役会の構成員の任期は定款に定めがなければ4年で、定めがあるときは最短2年かつ最長6年である。執行役会の構成員は、通常株主総会および定款で定められている場合において監査役会により解任される。
執行役 (DG) は会社の経営権を有する合議体である執行役会の構成員として会社の経営に参画する。執行役会長以外の執行役 (DG) は執行役会長を補佐し、担当部門の責任者として会社の業務を執行する。担当部門の部長 (Directeur) を兼務する場合もある。日本の代表権のない執行役に相当する。英語では担当部門の最高責任者であるchief officerとして表記されることが多い。

##### 簡易株式会社 (SAS) のディレクトゥー・ジェネラル
フランスの簡易株式会社 (SAS) では、執行役（社長、Directeur général (DG)）の設置は任意であり、設置する場合は定款で定める必要がある。執行役 (DG) は自然人でなければならない。代表者（会長、Président）の代表権の包括的な委任 (délégation générale) により、執行役 (DG) は代表者が有する代表権と同等の権限を有することが出来る。執行役 (DG) の権限に加えた制限は、会社内部では拘束力を有するが、第三者に対抗することができない。代表権を付与しない執行役 (DG) を置く場合は、その旨を定款に明記する必要がある。
執行役 (DG) は代表者に次ぐ地位で日本の執行役副社長や代表執行役副社長に相当すると言えるが、代表者が法人である場合などで執行役 (DG) に代表権の包括的な委任を行い代表者は専ら業務執行の監督を行う場合は、実質的には執行役 (DG) は代表執行役社長に相当する。

#### ディレクトゥー・ジェネラル・デレゲ
ディレクトゥー・ジェネラル・デレゲ（フランス語: Directeur général délégué：男性型）、ディレクトゥリス・ジェネラル・デレゲ（フランス語: Directrice générale déléguée：女性型）、略語：DGD。和訳は執行役代理。執行役または代表執行役に相当する。

##### 取締役会 (CA) を設置する会社のディレクトゥー・ジェネラル・デレゲ
フランスの取締役会 (CA) を設置する会社の執行役代理 (Directeur général délégué (DGD)) は、2001年のNRE法（新経済規制法）により原則として取締役会長 (PCA) は執行役 (DG)を兼任せず、会社の代表権が執行役 (DG) に付与されることになったことにともない、従来の取締役会長 (PCA) 兼執行役 (DG)（プレジダン・ディレクトゥー・ジェネラル (PDG)）以外の執行役 (DG) と同様の役割や権限を有する役員として導入された。
取締役会 (CA) は1人以上5人以内の執行役代理（副社長、DGD）を置くことができる。執行役代理 (DGD) は、執行役 (DG) の提案により取締役会 (CA) が選任する。ただし、代表権が取締役会長 (PCA) に付与された場合は取締役会長 (PCA) の提案による。執行役代理 (DGD) の解任は取締役会 (CA) が行う。執行役代理 (DGD) は自然人でなければならないが、株主でなくともよく、取締役会 (CA) の構成員でなくともよい。
執行役代理 (DGD) が執行役 (DG) を補佐する権限の範囲は、執行役 (DG) と協議して取締役会 (CA) が決定する。執行役 (DG) と同等の代表権を執行役代理 (DGD) に付与することもできる。執行役代理 (DGD) の権限に加えた制限は、会社内部では拘束力を有するが、第三者に対抗することができない。執行役代理 (DGD) の代表権の有無については会社の登記簿に明記する必要がある。
会社が任意に設置する会議体である経営委員会（Conseil de direction、 Comité de direction、または Comité executif）等の構成員であることが多い。
執行役代理 (DGD) は、日本の執行役副社長または代表執行役副社長に相当する。英語では、シニア・エグゼクティブ・バイス・プレジデント (Senior Executive Vice-President)、または COO と表記されることが多い。

##### 簡易株式会社 (SAS) のディレクトゥー・ジェネラル・デレゲ
フランスの簡易株式会社 (SAS) では、執行役代理（副社長、Directeur général délégué (DGD)）の設置は任意であり、設置する場合は定款に定めを置く必要がある。執行役代理 (DGD) は自然人でなければならない。執行役（社長、DG）を補佐する立場ではあるが、代表者（会長、Président）の代表権の包括的な委任 (délégation générale) により、執行役代理 (DGD) もまた代表者が有する代表権と同等の権限を有することが出来る。執行役代理 (DGD) の権限に加えた制限は、会社内部では拘束力を有するが、第三者に対抗することができない。代表権を付与しない執行役代理 (DGD) を設置する場合は、その旨を定款に明記する必要がある。
執行役代理 (DGD) は代表者（会長）と執行役（社長、DG）に次ぐ地位で、日本の執行役副社長または代表執行役副社長に相当する。

### フランスの会社の内部的職制や実務上の肩書き

#### アドミニストラトゥー・デレゲ
アドミニストラトゥー・デレゲ（フランス語: Administrateur délégué：男性型）、アドミニストラトゥリス・デレゲ（フランス語: Administratrice déléguée：女性型）。フランスの株式会社 (SA) で取締役会 (CA) が執行役 (DG)を選任するまで一時的に業務を執行する取締役 (Administrateur)の実務上の肩書きである。なお、1940年から1943年にかけての法改正で取締役会長 (PCA)に権限を集中させるまでは、契約により会社から代表取締役に相当する権限を付与された取締役の実務上の肩書きであった。

#### コミッセール・オ・コント・アジョワン
コミッセール・オ・コント・アジョワン（フランス語: Commissaire aux comptes adjoint：男性形）、コミッセール・オ・コント・アジョワント（フランス語: Commissaire aux comptes adjointe：女性形）。会計監査役 (CAC) を補佐して会計監査や業務監査を実施する。法定の機関ではなく会社が定める職制である。

#### プレジダン・ディレクトゥー・ジェネラル
プレジダン・ディレクトゥー・ジェネラル（フランス語: Président-directeur général：男性型）、プレジダント・ディレクトゥリス・ジェネラル（フランス語: Présidente-directrice générale：女性型）、略語：PDG。取締役会長兼代表執行役社長に相当する。
フランスやケベック州（カナダ）の会社において、取締役会長 (Président du conseil d'administration (PCA))と代表執行役（社長、Directeur général (DG)）を兼任する役員の実務上の肩書きである。取締役会 (CA) のプレジダン (Président) であるとともに会社のプレジダン (Président) でもある、言わば取締役会長兼社長であるとされる。その絶大な権限は米国会社における最高経営責任者（CEO）を凌ぐとされる。
会社が任意に設置する会議体である経営委員会（Conseil de direction、 Comité de direction、または Comité executif）等の構成員であることが多い。
1930年代までは、フランスの商法には株式会社 (SA) の役員として取締役 (Administrateur)と監査役 (Commissaire)が規定されていたが権限に関する規定が不十分で、取締役会についても会社が任意に設置した会議体であり法令には規定がなかった。会社の業務執行については、取締役に代表取締役 (Administrateur délégué)の肩書きを付与するか、取締役以外のものに執行役 (DG) の肩書きを付与して会社の業務執行を委任していたが、代表取締役や執行役 (DG) の権限は契約関係で定められており、権限の所在が不明確であった。また、取締役が会社と雇用契約を結んで、従業員として多額の報酬を受けていたなどの不正行為もあるなど、制度上の不備が認識されていた。そのため、1940年から1943年にかけての法改正で、これらの問題の対策として取締役会 (CA) を法定の機関としてその権限を規定した上で、取締役会長 (PCA) に権限を集中し、取締役会長 (PCA) は代表権を有するとともに執行役 (DG) を兼任すると定められた。この法改正以後、フランスの会社では取締役会長 (PCA) 兼執行役 (DG)、すなわちプレジダン・ディレクトゥー・ジェネラル (PDG) が定着していった。
2001年のNRE法（新経済規制法）により、伝統的な取締役会 (CA) を設置する会社でも監督と執行の分離を可能にするため、原則として取締役会長 (PCA) は執行役 (DG) を兼任せず、会社の代表権が執行役 (DG) に付与されることになったが、定款の定めた条件下で取締役会 (CA) が取締役会長 (PCA) と執行役 (DG) の兼任を決議することができる。NRE法の施行後、上場会社では取締役会長 (PCA) と執行役 (DG) を分離する会社があるが、プレジダン・ディレクトゥー・ジェネラル (PDG) の制度はフランスの会社で根強く支持されている。

#### ディレクトゥー・ジェネラル・アジョワン
ディレクトゥー・ジェネラル・アジョワン（フランス語: Directeur général adjoint：男性型）、ディレクトゥリス・ジェネラル・アジョワント（フランス語: Directrice générale adjointe：女性型）、略語：DGA。和訳は執行役補佐。法定の機関ではなく会社が定める職制である。執行役員に相当する。
フランスの株式会社 (SA) や簡易株式会社 (SAS) では、執行役 (DG) および執行役代理 (DGD) を補佐し、担当部門の責任者として会社の業務を執行する。会社が任意に設置する会議体である経営委員会（Conseil de direction、 Comité de direction、または Comité executif）等の構成員であることが多い。担当部門の部長 (Directeur) や会社の総務部長若しくは企業グループの事務総長 (Secrétaire général) を兼務する場合もある。
執行役補佐 (DGA) は日本の専務執行役員または常務執行役員に相当する。英語では担当部門の最高責任者であるchief officerとして表記されることが多い。